# Сара Бернер

Сара Бернер (англ. Sara Berner), урождённая Лиллиан Энн Хердан (англ. Lillian Ann Herdan; 12 января 1912 — 19 декабря 1969) — американская актриса и актриса озвучивания.

## Биография
Лилиан Хердан родилась 12 января 1912 года в Олбани, штат Нью-Йорк, и была старшей из пяти детей Сэма Хердана и Сары Бернер. Она начала свою карьеру в качестве актрисы озвучивания в начале 1930-х годов, работая в основном с Warner Bros. Cartoons, но так и не получила признания. В качестве примеров можно привести «Кролик и кондор» (1942) и «Канюк и динозавр» (1945), «Зуд времени» (1943) и женские голоса в «Variety Books» (1946). В пропагандистском короткометражном фильме 1943 года «Токийские беды» она озвучила главную героиню, прототипом которой послужила японская радиоведущая Токио Роуз.
Она работала на студии Walter Lantz Studios, где озвучивала главных героев в нескольких короткометражках Энди Панды, а также нового персонажа Чилли Вилли. Для студии мультфильмов MGM она озвучивала второстепенных персонажей в короткометражках о Томе и Джерри «Fraidy Cat» (1942) и «Zoot Cat» (1944), а также «The Mouse Comes to Dinner» (1945). В игровом фильме MGM «Поднять якоря» (1945) она озвучивала Джерри.
Сара Бернер играла постоянную роль Мейбл Флэпсэдл в радиокомедии «Программа Джека Бенни». Среди других её работ на радио — «Arthur’s Place» (1947), «Burns and Allen» и «The Baby Snooks Show». Она также сыграла несколько второстепенных ролей в фильмах, в том числе две у Альфреда Хичкока. Бернер также сыграла в фильме «Окно во двор» (1954). Ее последней работой в кино стала роль телефонистки в фильме «К северу через северо-запад» (1959).
В 1944 году колумнист Эрскин Джонсон охарактеризовал Сару Бернер как «самый известный голос в Голливуде».

## Личная жизнь
Она вышла замуж за своего театрального агента Милтона Роснера в Лас-Вегасе, штат Невада, 11 августа 1951 года, и у них родилась дочь Эжени. Милтон Рознер оставался агентом Бернер, несмотря на их расставание в 1954 году, но в мае 1958 года она подала на развод.

## Смерть
Сара Бернер умерла 19 декабря 1969 года в возрасте 57 лет и была похоронена на кладбище Mount Sinai Memorial Park Cemetery в Лос-Анджелесе.